# Géraldine Bertal
Pour les articles homonymes, voir Bertal.
Géraldine Bertal, née le 10 novembre 1979 à Paris, est une joueuse française de basket-ball évoluant au poste d'intérieure. Elle est la sœur d'Élodie Bertal, et la fille de Françoise Quiblier-Bertal. Elle mesure 1,90 m.
Elle a été internationale espoir et A'.

## Biographie
Après deux saisons à l'échelon inférieur, Géraldine Bertal effectue en 2011-2012 son retour en Ligue féminine de basket pour sa troisième saison sous le maillot lyonnais. 
Pendant l'été 2013, elle quitte la NF1 après une saison pour retrouver la Ligue 2 avec le promu Charnay.
Géraldine Bertal met fin à sa carrière de basketteuse en avril 2019 avec le Chalon Basket Club.

## Carrière
- 1991-1992 :  Rambouillet
- 1992-1995 :  Le Chesnay
- 1995-1997 :  AB Chartres
- 1997-1998 :  ASA Sceaux
- 1998-1999 :  Versailles
- 1999-2001 :  Lattes Montpellier (LFB)
- 2001-2003 :  Aix-en-Provence (LFB)
- 2003-2004 :  EV Roubaix (LFB)
- 2004-2005 :  Burgos (liga femenina)
- 2005-2007 :  Lattes Montpellier (LFB)
- 2008:  Herner TC (DBBL Ligue allemande)
- 2008-2009 : Maternité
- 2009-2012 :  Lyon Basket Féminin (NF1 puis LFB en 2011-2012)
- 2012-2013 :  AS Villeurbanne (NF1)
- 2013-2016 :  Charnay Basket Bourgogne Sud (LF2)
- 2016-2017 : ?
- 2017-2019 :  Chalon Basket Club (Nationale 3)

## Palmarès
- 2003 : vainqueur de la FIBA EuroCup Women avec Aix-en-Provence

## Sources et références
1. ↑  « Géraldine Bertal », Ligue féminine de basket (consulté le 12 août 2013)
2. ↑  « Géraldine Bertal rempile à Lyon », Ladyhoop, 6 juillet 2011 (consulté le 7 juillet 2011)
3. ↑  « Transferts en NF1 », Basquetebol Saulzoir
4. ↑  Le Journal de Saône-et-Loire, 15 avril 2019, pages sports, Sport Saône-et-Loire, Basket-Ball (N3 Féminine) : La "der" de la monumentale Géraldine Bertal, p.  8